# Canon de marine de 6 pouces BL Mk XXII
Pour les articles homonymes, voir Canon de 6 pouces.
Le canon de marine de 6 pouces BL Mk XXII était un canon britannique à haute vélocité de calibre de 6 pouces. Son canon avait une longueur de 50 calibres. Il était déployé sur les cuirassés de la classe Nelson des années 1920 à 1945.

## Contexte
Ils furent conçus à l'origine comme armement secondaire pour les croiseurs de bataille de la classe G3. Lorsque la classe G3 fut annulée après la signature du traité naval de Washington, les canons et leurs montures furent utilisés plus tard comme armement secondaire sur les deux cuirassés de classe Nelson, et servant pendant toute la Seconde Guerre mondiale. Les cuirassés de la classe Nelson furent les premiers cuirassés britanniques depuis ceux de la classe Lord Nelson de 1904 à arborer leur armement secondaire dans des tourelles plutôt que dans des casemates latérales. Les montures du canon Mk VIII pouvaient s'élever de +60 degrés à -5 degrés, tandis que les systèmes de chargement télescopiques motorisés des canons avaient un angle fixe de +5 degrés. Bien que classées comme canons à double usage et capables de faire feu sous un angle élevé, ses vitesses de rotation et d'élévation étaient trop lentes pour la défense anti-aérienne et son utilisation principale fut contre les cibles de surface.

## Munitions
À l'origine, l'arme tirait un obus de 45 kg, qui était le poids standard des obus des canons de six pouces depuis 1880. À partir de 1942, l'arme tirait le même obus de 51 kg que le canon Mk XXIII. Les chiffres dans le tableau ci-dessous sont pour l’obus de 45 kg.

## Trajectoire de l’obus
| Portée   | Élévation | Temps de vol | Angle de descente (à l'impact) | Vitesse d'impact |
| -------- | --------- | ------------ | ------------------------------ | ---------------- |
| 4,6 km   | 2° 5,2'   | 6,20 s       | 2° 48'                         | 618 m/s          |
| 9,1 km   | 5° 37,2'  | 15,22 s      | 9° 13'                         | 424 m/s          |
| 14 km    | 12° 5,4'  | 28,55 s      | 23° 2'                         | 333 m/s          |
| 18 km    | 22° 54'   | 46,14 s      | 39° 46'                        | 322 m/s          |
| 22,86 km | 42° 37'   | 74,92 s      | 59° 0'                         | 350 m/s          |